# Poslední trakční hrdina
Poslední trakční hrdina (v anglickém originále The Last Traction Hero) je 9. díl 28. řady (celkem 605.) amerického animovaného seriálu Simpsonovi. Scénář napsal Bill Odenkirk a díl režíroval Bob Anderson. V USA měl premiéru dne 4. prosince 2016 na stanici Fox Broadcasting Company a v Česku byl poprvé vysílán 1. července 2017 na stanici Prima Cool.

## Děj
Při hledání parkovacího místa Homer zaparkuje na místě pana Burnse, neboť ten je na lovu s myslivci. Rozhodne se tedy, že může žít Burnsův život. Při hraní golfu v Burnsově kanceláři omylem míčkem stiskne tlačítko padacích dveří a propadne se až do míchačky. V důsledku zranění je na několik měsíců upoután na gauč. Modrovlasý právník sdělí panu Burnsovi, že jej Homer může žalovat a požadovat odškodné. Burns proto vyšle Smitherse, aby Homera přiměl podepsat dokumenty, v nichž se vzdává nároku na odškodnění.
Marge se snaží trávit čas s Homerem, ten je však jejími nápady znuděný. Po několika neúspěšných pokusech získat Homerův podpis to Smithers vzdá. Marge se sblíží se Smithersem a zjistí, že může uspokojit její citové potřeby; Homerovi se toto uspořádání líbí, protože když jsou její citové potřeby uspokojeny, využívá jej Marge hlavně k sexu.
Frustrovaný Burns dá Smithersovi ultimátum: buď přiměje Homera podepsat dané dokumenty, nebo bude mít na starosti jadernou elektrárnu v Černobylu. Smithers se přizná Marge ke své svízelné situaci a dá přednost práci před jejich přátelstvím. Homer si uvědomí, že Smithers dělá Marge šťastnou, a nabídne Burnsovi, že podepíše cokoliv pod podmínkou, že Smitherse nepošle pryč. Burns souhlasí a Homer předstírá pád na schodech před soudem, aby jeho právník mohl podat další žalobu. Omylem s sebou stáhne i Marge a oba dva srazí kamion. Jsou tedy upoutáni na posteli, kde se o ně následujících šest měsíců stará neschopný děda. Homer vyzná Marge lásku a ta jemu dá najevo svůj obdiv vůči němu.
Mezitím se strhne hádka o místa k sezení ve školním autobuse. Líza navrhne řediteli Skinnerovi zasedací pořádek a ten ji povýší na dozorkyni autobusu. I když se Lízin prosazovaný zasedací pořádek zpočátku osvědčí, děti ji zanedlouho začnou nenávidět. Žáci se po Bartově varování vzbouří, vyvolávají v autobuse chaos a uvedou Lízu do rozpaků. Milhouse ji však uklidňuje a říká, že v autobuse má být sranda. Líza si uvědomí, že už nesmí být všeználek, ve škole to však nevydrží a opravuje paní učitelku Hooverovou.

## Přijetí

### Sledovanost
Poslední trakční hrdina dosáhl ratingu 2,4 a sledovalo ho 5,77 milionu diváků, čímž se stal nejsledovanějším pořadem večera na stanici Fox Broadcasting Company.

### Kritika
Dennis Perkins z The A.V. Clubu udělil Poslednímu trakčnímu hrdinovi hodnocení B+ a prohlásil: „Skvělý scenárista Simpsonových nám chce ukázat, jak skvělí Simpsonovi stále jsou a jak moc je má rád. Poslední trakční hrdina je připsán dlouholetému scenáristovi a producentovi Simpsonových Billu Odenkirkovi a je to opravdu dobrá epizoda. Stejně jako před několika lety jeho skvělý, nenápadný díl Mama Sendvič, i zde Odenkirk staví příběh na emocionálním jádru postav, nachází vtipné úhly pohledu na staré vtipy a svůj scénář zalidňuje rozkošně podivnými prvky, díky nimž je Poslední trakční hrdina prostě zábavný od začátku do konce. Není na něm nic okázalého. Je to prostě fajn epizoda Simpsonových, jejíž přednosti se zdají být nenucené díky tomu, jak dobře zapadá do seriálového světa.“
Pozitivní recenzi napsal taktéž kritik webu Den of Geek, Tony Sokol. Tento díl ohodnotil čtyřmi a půl hvězdičkami z pěti a vyzdvihl především zábavnost dílu: „Tohle byla mimořádně zábavná epizoda, pokud jste ochotni přijmout podání ruky člověka jako jeho slovo.“ Podle něj byla „každá replika komická“.